# اليوم العالمي للمياه

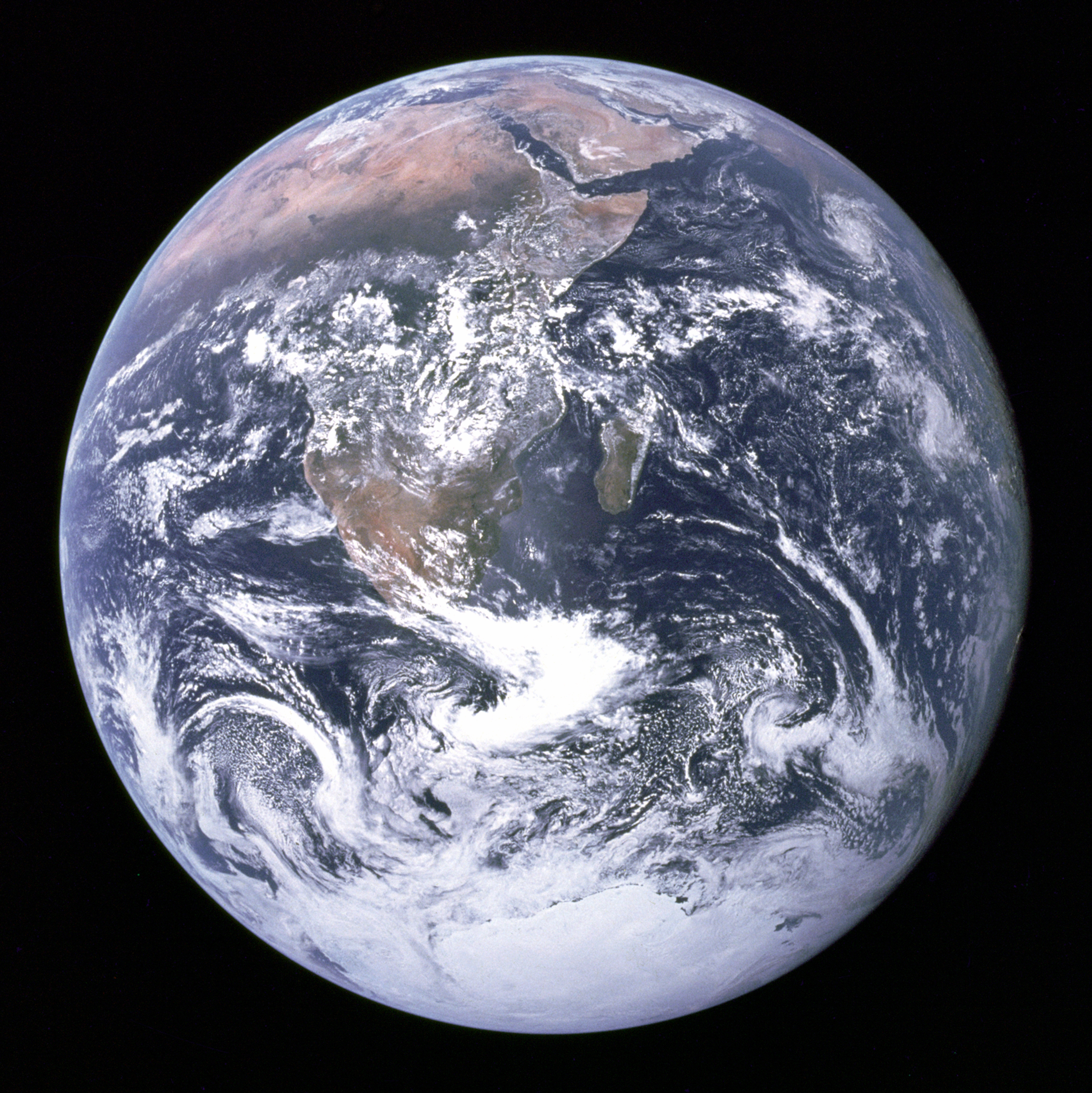

اليوم العالمي للماء ينظم كل عام من طرف الأمم المتحدة وذلك بعد قمة ريو وهو يكون كل يوم 22 مارس، ولكل عام موضوع خاص به.

## نبذة مختصرة عن الماء
المـاء المادة الأكثر شيوعًا على الأرض، ويغطي أكثر من 70% من سطح الأرض. يملأ الماء المحيطات، والأنهار، والبحيرات، ويوجد في باطن الأرض، وفي الهواء الذي نتنفسه، وفي كل مكان. ولاحياة بدون ماء، قال تعالى: ﴿وجعلنا من الماء كل شيء حيِّ أفلا يؤمنون﴾ الأنبياء:30. كل الكائنات الحية (نبات، حيوان، إنسان) لابد لها من الماء كي تعيش. وفي الحقيقة فإن كل الكائنات الحية تتكون غالبًا من الماء، كما أن ثلثي جسم الإنسان مكون من الماء، وثلاثة أرباع جسم الدجاجة من الماء. كما أن أربعة أخماس ثمرة الاناناس من الماء. ويعتقد بعض علماء الطبيعة أن الحياة نفسها بدأت في ماء البحر المالح.
منذ بداية العالم والماء يقوم بتشكيل تضاريس الأرض. فالمطر يهطل على اليابسة ويجرف التربة إلى الأنهار. ومياه المحيطات تلتطم بالشواطئ بقوة مُكسِّرة ومُحطمة للهُوات الصخرية على الشاطئ، كما أنها تحمل الصخور المحطمة وتبني رواسب صخرية حيثماتفرغ حملها، والمثالج تشق مجاري الوديان وتقطع الجبال.
ويحُول الماء دون تغيُّر مناخ الأرض إلى البرودة الشديدة أو الحرارة الشديدة. وتمتص اليابسة حرارة الشمس وتطلقها بسرعة بينما تمتص المحيطات حرارة الشمس وتطلقهاببطء، ولهذا فإن النسيم القادم من البحر يجلب الدفء إلى اليابسة شتاءً والبرودة صيفًا.
كان الماء ـ ولا يزال ـ عصب الحياة، فقد ازدهرت الحضارات المعروفة حيثما كانت مصادر الماء وفيرة، كما أنها انهارت عندما قلت مصادر المياه. وتقاتل الناس من أجل حفرة ماء مشوب بالوحل، كما عبد الوثنيون آلهة المطر وصلّوا من أجلها. وعلى العموم فعندما يتوقف هطول الأمطار فإن المحاصيل تذبل وتعم المجاعة الأرض. وأحيانًا، تسقط الأمطار بغزارة كبيرة وبصورة فجائية، ونتيجة لهذا فإن مياه الأنهار تطفح وتفيض فوق ضفافها وتغرق كل ما يعترض مجراها من بشر وأشياء أخرى.

### مضاعفة الماء
في أيامنا الحاضرة، ازدادت أهمية الماء أكثر من أي وقت مضى؛ فنحن نستعمل الماء في منازلنا للتنظيف، والطبخ، والاستحمام، والتخلص من الفضلات، كما نستعمل الماء لري الأراضي الزراعية الجافة وذلك لتوفير المزيد من الطعام. وتستعمل مصانعنا الماء أكثرمن استعمالها لأية مادة أخرى. ونستعمل تدفق مياه الأنهار السريع وماء الشلالات الصاخبة المدوية لإنتاج الكهرباء.
إن احتياجنا للماء في زيادة مستمرة، وفي كل عام يزداد عدد سكان العالم، كما أن المصانع تُنتج أكثر فأكثر وتزداد حاجتها إلى الماء. نحن نعيش في عالم من الماء، ولكن معظم هذا الماء ـ حوالي 97% منه ـ يوجد في المحيطات. وهو ماء شديد الملوحة إذا ما استُعمل للشرب أو الزراعة أو الصناعة. إن نسبة 3% فقط من مياه العالم عذبة. وهذا الماء غير متوفر بيسر للناس إذ قد يكون محجوزًا في المثالج والأغطية الثلجية. وبحلول عام 2000م تضاعف احتياج العالم للماء العذب عما كان عليه في ثمانينيات القرن العشرين، ولكن ستبقى هناك كميات كافية منه تلبي احتياجات البشر.

### التساوي والتفاوت
كميات الماء الموجودة على الأرض في هذه الأيام هي نفسها التي كانت موجودة في السابق والتي ستظل وتبقى للمستقبل. وكل قطرة ماء نقوم باستعمالها سوف تجد طريقها إلى المحيطات، وهناك ستتبخر بفعل حرارة الشمس، ثم تعود فتسقط على الأرض ثانية على هيئة مطر. وهكذا يستعمل الماء ثم يُعاد استعماله مرات ومرات ولا يمكن استنفاده اوفناؤه.
وبالرغم من وجود كميات وفيرة من الماء العذب في العالم، فإن بعض المناطق تُعاني نقص الماء؛ فالمطر لايسقط بالتساوي على أنحاء الأرض المختلفة. إذ إن بعض المناطق تكون جافة جدًا على الدوام بينما يكون بعضها الآخر مطيرًا جدًا.
ويمكن أن تنتاب نوبة من الجفاف وبشكل مفاجئ منطقة ما هي في العادة ذات أمطار كافية، كما يمكن أن يجتاح الفيضان منطقة أخرى بعد هطول أمطار غزيرة عليها.
وتعاني بعض المناطق نقصان الماء بسبب عدم كفاية إدارة سكانها لمصادر الماءلديها. ويستقر الناس حيثما يوجد الماء الوفير وذلك بجوار البحيرات والأنهار، حيث تنمو المدن وتزدهر الصناعة.

### تلوث الماء
وتصرف المدن والمصانع فضلاتها في البحيرات والأنهار، وهي بذلك تلوث المياه، ثم يعود الناس بعد ذلك للبحث عن مصادر جديدة للماء. وقد يحدث نقص في الماء حينما لا تستثمر بعض المدن مصادرها المائية على الوجه الأمثل. فقد تمتلك كميات كبيرة من المياه ولكنها تفتقد خزانات المياه الكافية وأنابيب توزيع المياه التي تفي باحتياجات الناس. وكلما ازداد احتياجنا للماء مرات ومرات، وجبت علينا الاستفادة أكثر فأكثر من مصادر مياهنا. وكلما تعلمنا أكثرعن الماء ازدادت مقدرتنا على مواجهة تحدي نقصان المياه.

## وصلات خارجية
- المياه والسكن